# Sweet Leaf
«Sweet Leaf» (с англ. — «Сладкий лист») — песня Black Sabbath с альбома 1971 года Master of Reality. Песня, являющаяся своего рода гимном курения марихуаны, получила своё название по надписи на пачке сигарет, которую купил в Дублине Гизер Батлер — на ней было написано «It’s the sweet leaf» — это сладкий лист. «Sweetleaf» также является английским названием растения Стевия, которое индейцы называли «сладкой травой». Песня начинается с закольцованной записи кашля гитариста Тони Айомми. Позже он вспоминал: «Когда мы записывали „Sweet Leaf“, мы все были обкурены — в то время принимали много наркотиков. Я записывал акустическую гитару, и тут Оззи приносит чертовски большой косяк. И говорит: „Курни вот этого“. Я ответил: „Нет, пока не хочу“. Но после всё же пыхнул, и меня адски торкнуло. Я чуть весь мозг не выкашлял, оказалось, что это всё записывалось, ну, мы и положили эту запись в начало песни „Sweet Leaf“. Как-то в тему: перед записью зашёлся кашлем из-за марихуаны… и выдал своё лучшее вокальное рок-исполнение за всю карьеру!».
Трибьют-группа Black Sabbath из Дании называется «Sweet Leaf».

## Кавер-версии
Кавер-версии песни «Sweet Leaf» исполнялись:
- Candlemass — альбом Disciples Of Doom.
- Zonk — сборный альбом-трибьют 1990 года The Legacy.
- Ugly Kid Joe — EP 1991 года As Ugly as They Wanna Be.
- Cadaver — сборный альбом-трибьют 1992 года Masters Of Misery — Black Sabbath: An Earache Tribute
- Six Yard Box — альбом 1993 года Imagination Is Greater Than Knowledge
- Storm Orphans — альбом 1993 года Marijuana’s Greatest Hits Revisited.
- Whirligig — демоальбом 1993 года Lition.
- Cadaver — альбом 1994 года Tribute To Black Sabbath: Eternal Masters.
- Next Step Up — альбом 1995 года Fall From Grace.
- Sacred Reich — альбом-компиляция 1995 года Hempilation — Freedom Is Norml.
- Stuck Mojo — EP 1996 года Violated.
- Mogwai — сингл 1998 года совместно с Magoo.
- Ancient — альбом 1999 года Det Glemte Riket.
- Meat Puppets — альбом 1999 года Live In Montana.
- Six Feet Under — альбом 2000 года Graveyard Classics.
- Agent Steel — сборный альбом-трибьют 2000 года Hellrules: A Tribute To Black Sabbath.
- Godsmack — сборный альбом-трибьют 2000 года Nativity in Black II.
- Violent Headache — альбом 2000 года Bombs Of Crust / False Terminal.
- Bigelf — EP 2001 года Goatbridge Palace.
- Galactic — альбом 2001 года We Love 'Em Tonight: Live at Tipitina’s.
- Deathfrost — альбом 2001 года Deathfrost I & II.
- Gov't Mule — DVD 2003 года The Deepest End, Live In Concert.
- Decomposing Serenity — альбом 2002 года Please Don’t Die Yet… I’m Not Done.
- Widespread Panic — альбом 2004 года Jackassolantern.
- Sapattivuosi — альбом 2005 года Vol. 2].
- Greenness совместно с Philly G. — сборный альбом-трибут 2005 года Everything Comes & Goes: A Tribute To Black Sabbath
- Alexisonfire — альбом 2006 года саундтрек к Trailer Park Boys.
- Sacred Reich — DVD 2007 года Ignorance & Surf Nicagarua.
- Aluminum Noise — 2003 год.
- Thou — EP 2009 года Through the Empires of Eternal Void.

### Разрешённое использование в других песнях
Использование музыки «Sweet Leaf» указано на:
- песня «Sweat Loaf» в исполнении Butthole Surfers, альбом 1987 года Locust Abortion Technician.
- песня «Busted in Baylor County (Sweet Leaf version)» в исполнении Shooter Jennings, альбом 2005 года Put the "O" Back in Country.

### Семплы
Различные семплы из «Sweet Leaf» использовались:
- The Beastie Boys для песни «Rhymin' & Stealin» на альбоме Licensed to Ill1986 года.
- Murphy’s Law для концовки песни «Quest for Herb» с альбома 1989 года Back with a Bong.
- гитарист группы The Red Hot Chili Peppers Джон Фрушанте использовал основной рифф в конце песни «Give It Away».
- Pansy Division в песне «Headbanger» на альбоме More Lovin' From Our Oven 1997 года.

### Другие медиа
- Оригинальная версия песни доступна в игре Guitar Hero 5 с 29 марта 2010 года.[3]
- Каверы песни доступны для серии игр Rock Band.